# National Electric Vehicle Sweden
La National Electric Vehicle Sweden, abbreviata in NEVS, è stata una casa automobilistica svedese fondata nel 2012 dopo aver rilevato gli asset della casa automobilistica Saab Automobile AB.

## Storia
Il 13 giugno 2012 NEVS (National Electric Vehicle Sweden), azienda svedese specializzata nella produzione auto elettriche, ha acquistato Saab Automobile AB e i suoi impianti a Trollhattan. NEVS iniziò la progettazione di una versione elettrica della 9-3 prevista per il 2013-2014.
Il 26 agosto 2012 Scania AB ha annunciato che non avrebbe autorizzato NEVS ad utilizzare lo storico logo (il grifone) temendo che quest'ultima potesse farne un cattivo uso.
L'8 gennaio 2013 la Qingdao ha acquistato il 22% delle quote di NEVS, per due miliardi di corone, impegnandosi inoltre a ospitare nei suoi impianti le catene di montaggio delle 9-3 destinate al mercato cinese. Il 12 agosto gli impianti di Trollhättan sono rientrati in funzione in vista della ripresa della produzione della 9-3. Il 19 settembre uscì dalle catene di montaggio la prima automobile Saab dell'era NEVS (identica alla 9-3 e destinata a essere utilizzata in alcuni test). Il 2 dicembre 2013 NEVS, dopo aver stretto accordi per la fornitura di alcuni componenti che sostituirono quelli forniti da General Motors, riprese la produzione della 9-3 presentando alcuni aggiornamenti estetici e montando il motore a gasolio TTiD. Il 10 dicembre 2013 riprese la commercializzazione della 9-3 in Svezia e Cina.
Il 20 maggio 2014 NEVS ha interrotto la produzione a causa dell'interruzione dell'accordo con Qingdao. Il 28 agosto 2014 NEVS ha presentato un'istanza di protezione dal fallimento. Il giorno successivo Saab AB ha cancellato la licenza per l'utilizzo del marchio SAAB. Verso la fine del 2014 NEVS inizia la costruzione di un altro stabilimento a Tientsin in Cina per la produzione della 9-3 elettrica.
Nel 2015 NEVS vende i brevetti della 9-3 al governo turco. Verso la fine del 2015 chiude un contratto per la fornitura di vetture elettriche ad una grande società di noleggio cinese.
Nel febbraio 2016 Saab AB afferma nuovamente il divieto di utilizzo del marchio SAAB e del logo del grifone. Il 21 giugno 2016 NEVS, non avendo più la licenza, ha annunciato che non utilizzerà più il marchio SAAB.
Al Consumer Electronics Show Asia (CES) del 2017 a Shanghai, NEVS presenta due concepts: 9-3 electric sedan e 9-3X electric suv. Alla fine del 2017 viene prodotta nello stabilimento di Tientsin la prima auto elettrica 9-3 EV.
Nel settembre del 2018 NEVS comunica che lo stabilimento di Tianjin è vicino al completamento per la produzione in serie della 9-3 EV.
Nel 2019 Evergrande Group, il secondo gruppo immobiliare cinese, acquista il 51% di NEVS per 931 milioni di dollari. A fine gennaio 2019 il costruttore svedese di automobili sportive Koenigsegg comunica la formazione di una partnership con NEVS. NEVS acquista il 20% della Koenigsegg per 150 milioni di euro e in contemporanea impiega 150 milioni di dollari per una joint venture nella quale crescere sviluppando sinergie comuni. Entrambi i soggetti contribuiscono tramite proprietà intellettuali, licenze, stabilimenti, esperienze, competenze, prodotti e design. A fine giugno 2019 viene ufficialmente celebrato l'inizio della produzione della NEVS 9-3, auto completamente elettrica, nello stabilimento di Tianjin in Cina.
Nel marzo del 2020 NEVS rende disponibile per la Svezia un servizio di car-sharing "NEVS SHARE": ogni proprietario di NEVS 9-3 elettrica può condividere la propria vettura nell'area in cui vive ricevendo il relativo guadagno; tramite un'applicazione sullo smartphone è possibile prenotare ed effettuare i pagamenti per il noleggio di NEVS 9-3 elettrica.
A giugno 2020 Evergrande Group acquista il rimanente 49% di NEVS per 380 milioni di dollari.
Ad aprile 2023 cessa le attività di sviluppo dei nuovi prodotti